# Amsterdam (Schiff, 1950)
Die Amsterdam war ein 1950 in Dienst gestelltes Passagierschiff der britischen Staatsbahn British Railways. Sie stand bis 1968 zwischen Harwich und Hoek van Holland im Einsatz und fuhr anschließend ab 1970 als Kreuzfahrtschiff unter dem Namen Fiorita für die griechische Reederei Chandris. Seit 1983 lag das Schiff als Hotel in Fethiye, wo es im Januar 1987 nach einem Sturm sank.

## Geschichte
Die Amsterdam entstand unter der Baunummer 659 in der Werft von John Brown & Company in Clydebank und lief am 19. Januar 1950 vom Stapel. Nach der Ablieferung an British Railways im Mai 1950 nahm das Schiff am 10. Juni 1950 den Liniendienst zwischen Harwich und Hoek van Holland auf.
1954 wurden die Passagiereinrichtungen der Amsterdam für den Betrieb in Erste und Zweite Klasse umgebaut. Die Dienstzeit des Schiffes verlief bis zu seiner Ausmusterung am 7. November 1968 ohne größere Vorkommnisse. Nach mehreren Monaten Liegezeit als Reserveschiff ging es im April 1969 in den Besitz der griechischen Reederei Chandris über und traf am 9. Mai 1969 für den Umbau zum Kreuzfahrtschiff in Piräus ein.
Im Mai 1970 nahm die ehemalige Amsterdam unter dem Namen Fiorita den Betrieb für Kreuzfahrten ab Venedig ins Mittelmeer auf. Ab Oktober 1977 war das Schiff aufgelegt. Von April 1978 bis Mai 1979 lag es als Wohnschiff für Arbeiter der Werft Akers mekaniske verksted in Oslo. Anschließend wurde die Fiorita an den Reiseanbieter Strand Holidays verchartert und fortan wieder für Kreuzfahrten ab Venedig genutzt. Nach seiner Ausmusterung im März 1983 lag das Schiff in Piräus auf.
In den folgenden Monaten wechselte die Fiorita mehrfach den Besitzer: Im März 1983 ging sie in den Besitz der deutschen Sommerland Handels GmbH über, noch im selben Monat ging das Schiff an die Ef-Em Handels GmbH mit Sitz in München. Im April 1983 wurde die Fiorita schließlich von der Tur Oren Turizm Isletmcilik ve Yatirim A.S. mit Sitz in Istanbul übernommen und zum Hotelschiff umgebaut. Nach einem kurzen Aufenthalt in Kaş ankerte sie ab August 1983 in Fethiye. Am 27. Januar 1987 riss sich das Schiff während eines starken Sturms von seiner Verankerung los und versank nach Grundberührung im flachen Gewässer.